# Louis Douzette
Carl Ludwig Christoph Douzette, noto come Louis Douzette (Tribsees, 25 settembre 1834 – Barth, 21 febbraio 1924), è stato un pittore tedesco.

## Biografia
Quando aveva sette anni, la famiglia von Tribsees si trasferì a Franzburg. All'età di 14 anni finì la scuola e iniziò l'apprendistato del padre come pittore. In inverno suo padre, che da giovane aveva frequentato l'accademia d'arte a Berlino, gli impartisce le prime lezioni di disegno. Nel 1852 la famiglia si trasferì a Barth.
Louis Douzette andò a Berlino all'età di 21 anni e divenne allievo del pittore berlinese Hermann Eschke. Dal 1860 soggiornò regolarmente sulla costa del Mar Baltico, a Rügen e sul Darss. Nel 1863 Douzette divenne membro dell'Associazione degli artisti di Berlino. Nel 1878 si recò a Parigi, dove conobbe la pittura francese en plein air della Scuola di Barbizon.
Douzette era collegata al gruppo di artisti di Ahrenshoop. Dal 1895 visse di nuovo a Barth fino alla fine della sua vita. Nel 1896 divenne professore dell'Accademia delle arti di Prussia. Le sue immagini d'atmosfera tardo-romantiche di paesaggi notturni gli valsero il soprannome Moonlight Douzette. In occasione del suo 76-esimo compleanno, la città di Barth gli ha conferito, il 25 settembre 1910, la cittadinanza onoraria.
Louis Douzette è stato sposato con Louise Donner (1839–1890) per 25 anni. Uno dei suoi generi era il pittore Adolf Gustav Döring (1848-1938).

## Opere
| immagine | titolo                                      | Anno | dimensioni/materiale     | Esposizione/Collezione/Proprietario |
| -------- | ------------------------------------------- | ---- | ------------------------ | ----------------------------------- |
|          | il fuoco                                    | 1901 |                          | Greifswald                          |
|          | Il surf                                     | 1865 |                          | chiglia                             |
|          | Fucina del villaggio al chiaro di luna      | 1886 | olio, firmato, 105×85 cm | Barth                               |
|          | Paesaggio costiero vicino a Prerow          | 1886 |                          | Greifswald                          |
|          | Paesaggio forestale vicino a Prerow         |      |                          | Greifswald                          |
|          | Mulini a vento al chiaro di luna            | 1883 |                          | Barth                               |
|          | Brandeburgo paesaggio invernale al tramonto | 1874 | olio, firmato, 66×115 cm |                                     |
|          | Mandria di mucche al Krabbenort Alt-Prerow  |      |                          |                                     |
|          | Porto al chiaro di luna con personale       |      |                          |                                     |
|          | Barth - sagoma al chiaro di luna            |      |                          |                                     |
|          | Chiaro di luna sopra il cantiere Barther    |      |                          |                                     |
|          | Pastorella sul Bodden                       |      | Olio su tela             | Sponsorizzazione Ahrenshoop e. v    |
|          | I pescatori vicino a Prerow                 |      | Olio su tela             | Comune di Ahrenshoop                |
|          | Sera d'inverno nel villaggio                | 1890 | Olio su cartone          |                                     |

## Scritti
- Erinnerungen aus meinem Leben, Unser Pommerland, numero 10/11 (1922), pagina 375 segg.